# آدامي با كوناري
آدامي با كوناري (من مواليد 1 مايو 1947 في سيغو، مالي) هي مؤرخة مالية  وكاتبة متزوجة من ألفا عمر كوناري، رئيس مالي السابق. هي ناشطة في القضايا العديدة للأطفال حديثي الولادة واللاجئين.

## حياتها
ولدت آدامي با كوناري في سيغو في 1 مايو 1947 لوالدها مارمادو با الذي كان طبيب أسنان وزوجته كادياتو تيام. ينحدر والداها من عائلة فولا. درست في أعلى منشأة تعليمية، مدرسة نورمال العليا في باماكو، جنبًا إلى جنب مع زوجها المستقبلي، ألفا عمر كوناري. تزوجا في 15 سبتمبر 1971. عمل زوجها الجديد كمدرس في مدرسة ثانوية ولكن كان من المقرر إرساله إلى جامعة وارسو لإجراء بحث الدكتوراه. حصل كلاهما على درجة الدكتوراه في التاريخ عام 1976. عادت إلى مالي وأصبحت أستاذة التاريخ في جامعتها ماتا في باماكو.
عملت كوناري وزوجها معًا في عدة مشاريع. وقد نشرا كتابًا معًا في عام 1983 بعنوان Grande Dates Du Mali وكلاهما عمل من أجل القضية الديمقراطية تحت رئاسة موسى تراوري الذي الحزب الوطني الواحد في مالي حتى عام 1991. خلال ذلك الوقت، أنشآ دار نشر Jamana وصحيفة يومية Les Echos وحزبًا سياسيًا يسمى ADEMA-PAS. في عام 1991 أُطيح بالرئيس وفي الانتخابات التالية انتُخب زوجها بشكل ديموقراطي. 
كتبت كوناري أنواعًا مختلفة من الكتب، من السير الذاتية (عن السني علي بر) إلى الفلسفة (L'Os de la parole) وحتى رواية (Quand l'ail se frotte a l'encens)، التي تركز حبكتها على الفجوة الاجتماعية في مجتمع خيالي مشابه لمالي. في هذا الكتاب، تمت مقارنة أسلوبها مع أعمال المؤلفين الفرنسيين إميل زولا وفيكتور هوغو.
على الرغم من تقاعدها رسميًا، إلا أنها غالبًا ما تُدعى لحضور مؤتمرات حول التاريخ الأفريقي. بالإضافة إلى عملها في الأوساط الأكاديمية، فإن آدمى با كوناري هي أيضًا ناشطة نسوية صريحة، ومؤسسة أحد المتاحف النسائية القليلة في إفريقيا.  بدأ المتحف في عام 1987 بعد نشر كتاب كوناري «قاموس نساء مالي المشهورات» . متحف Muso Kunda ممول من Konaré.
في الآونة الأخيرة، شاركت في مشروع للترويج للتاريخ الأفريقي، بعد خطاب الرئيس الفرنسي نيكولا ساركوزي في داكار.  تهدف الحركة إلى كتابة تاريخ إفريقيا، والدفاع عن التراث الأفريقي والحضارات الماضية. كمؤرخة اختلفت آدم ى با كوناري مع خطاب ساركوزي ودعت المؤرخين والمثقفين الأفارقة وجميع أصدقاء إفريقيا للانضمام لكتابة دحض لخطاب ساركوزي للتنديد بـ «الهجمات على الذاكرة الأفريقية».
هي والدة كادياتو كوناري، وزير الثقافة المالي.

## روابط خارجية
- مقالة الاتحاد الأفريقي
- صندوق تعليم اللاجئين
- موقع متحف المرأة (Muso Kunda)
- Adame Ba Konaré ، جامعة غرب أستراليا